# Camponotus tricoloratus
Camponotus tricoloratus é uma espécie de inseto do gênero Camponotus, pertencente à família Formicidae.